# Джапаридзе, Валерий Александрович
Валерий Александрович Джапаридзе (1903—1986) — советский хозяйственный деятель, первый начальник Главсахалинрыбпрома (1946-1952), управляющий Балтгосрыбтреста (1952—1962). Член КПСС с 1931 года.
Родился в 1903 году в селе Цхалтубо Кутаисского района в крестьянской семье.
- 1916—1919 ученик на заводе фруктовых вод в Кутаиси
- 1919—1922 элеваторщик на мельнице в Тифлисе
- 1922—1924 мастер взвода фруктовых вод сельпищепрома в Тихорецке
- 1924—1925 служба в РККА
- 1925—1928 рабочий на мельнице в Гомеле
- 1928—1930 мастер на заводе фруктовых вод в г. Горький
- 1930—1931 на профсоюзной работе в Казахстане (г. Гурьев) по направлению от ЦК Союза пищевиков
- 1931—1933 председатель рыбкоопа в Махачкале
- 1933—1936 директор холодильника Главрыбы, там же завторготделом, затем директор рыбокомбината в г. Горький
- 1936 — март 1938 управляющий Красноярской краевой конторой Союзрыбсбыта Наркомпищепрома
- март 1938 — сентябрь 1939 управляющий трестом Дальрыбсбыта
- с сентября 1939 года начальник ГУ рыбной промышленности Амурского бассейна (Главамуррыбпром).

С 1942 г. начальник Краевого управления пищевой промышленности и Уполномоченный Министерства пищевой промышленности СССР по Дальнему Востоку. С ноября 1944 г. заместитель председателя Хабаровского крайисполкома.
С сентября 1945 г. управляющий Южно-Сахалинским госрыбтрестом. С июня 1946 г. первый начальник Главного управления рыбной промышленности Сахалино-Курильского бассейна - Главсахалинрыбпрома (Северно-Сахалинский, Северо-Курильский, Западно-Сахалинский и Восточно-Сахалинский госрыбтресты, 27 рыбокомбинатов, 113 рыбозаводов, 23 консервных завода - более 30 тысяч человек).
В 1952—1962 гг. управляющий Балтгосрыбтреста. В период его руководства калининградские рыбаки начали промысел рыбы в Центральной и Южной Атлантике. В 1957 году к берегам Западной Африки на БМРТ «Казань» отправилась первая научно-исследовательская экспедиция, цель которой — изучение возможности промысла сардины.
В 1956 г. организована Калининградская база тралового флота, вскоре превратившаяся в крупнейшее рыбодобывающее предприятие области.
На входящем в состав треста Балтийском рыбоконсервном комбинате (г. Светлый) был освоен выпуск консервов «сардина атлантическая в масле», консервы в томате: лещ, салака, судак, треска, щука в томате; консервы в масле: налим, салака, ставрида, треска. В 1958 году была начата реконструкция Балтийского комбината. Мамоновский рыбоконсервный комбинат начал производство консервов «Шпроты в масле».
С 1962 г. представитель Госкомитета СССР по рыболовству в Республике Куба. Затем до 1972 г. работал в Министерстве рыбного хозяйства СССР.
Награжден орденами Ленина (1958), Трудового Красного Знамени, «Знак Почёта» (1939), 4 медалями.
В 1989 году его именем был назван БАТМ (большой автономный рыболовецкий траулер) «Валерий Джапаридзе».